# إلينا هانوشوفا
إلينا هانوشوفا (بالتشيكية: Alena Hanušová)‏ مواليد 29 مايو 1991 في التشيك، هي لاعبة كرة سلة تشيكية. يبلغ طولها 6 قدم 3 بوصة (1.9 م). مثلت منتخب بلادها. شاركت في دورة الألعاب الأولمبية الصيفية سنة 2012.

## سجل المنافسة
شاركت في المنافسات التالية:
- الألعاب الأولمبية الصيفية 2012
- كأس العالم لكرة السلة للسيدات 2014

## روابط خارجية
- إلينا هانوشوفا على موقع الاتحاد الدولي لكرة السلة (الإنجليزية)
- إلينا هانوشوفا على موقع كرة السلة الأوروبية.كوم (الإنجليزية)
- إلينا هانوشوفا على موقع بروبوليرز (الإنجليزية)
- إلينا هانوشوفا على موقع سبورتس رفرنس (الإنجليزية)
- إلينا هانوشوفا على موقع أوليمبيديا (الإنجليزية)
- إلينا هانوشوفا على موقع اللجنة الأولمبية التشيكية (التشيكية)